# ルイス・メネンデス・ピダル
ルイス・メネンデス・ピダル（Luis Menéndez Pidal、1861年8月8日 - 1932年2月7日）はスペインの画家である。肖像画や風俗画、風景画を描いた。

## 略歴
スペイン北部、アストゥリアス州のLenaで生まれた。裁判所の判事であった父親の転勤によって幼い頃に家族は各地を転居した。兄のフアン（Juan Menéndez Pidal: 1858-1915)は法学者、歴史家として著名になり、弟のラモン・メネンデス・ピダル（1869-1968）は著名な文学者になった。
画家になりたかったメネンデス・ピダルであったが、父親の意向でアストゥリアス州のオビエド大学で法律を学び、1884年に学位を得た。法律を学びながら美術学校(Escuela de Bellas Artes de San Salvador)で学び、王立サン・フェルナンド美術アカデミーの支部にも入学し、アレハンドロ・フェラントに学んだ。
奨学金を得てイタリアに留学し、ローマでホセ・ビジェガス・コルデロ（1844-1921）とフランシスコ・プラディーリャ・オルティス（1848-1921）のもとで修行した後、しばらくフィレンツェでも修行し、1888年にスペインに帰国した。
1890年のスペイン全国美術展で2等のメダルを受賞し、作品が前のスペイン王妃マリア・クリスティーナに買い上げられるようになった。1892年に結婚し、マドリードで暮らすことになった。1892年と1899年の美術展で1等のメダルを受賞した。
1900年に工芸学校「Escuela Superior de Artes Industriales」の教授になり、1901年から「Escuela de Artes y Oficios Artísticos」の教授になった。1907年にプラド美術館にディエゴ・ベラスケスのための専用の展示室の整備に貢献し、サン・フェルナンド美術アカデミーの役員も務め、70歳で引退するまでその職を務めた。退職の数か月後にマドリードで亡くなった。
息子のルイス・メネンデス・ピダル・イ・アルバレス（Luis Menéndez-Pidal y Álvarez: 1896-1975）は、建築家になった。

## 作品

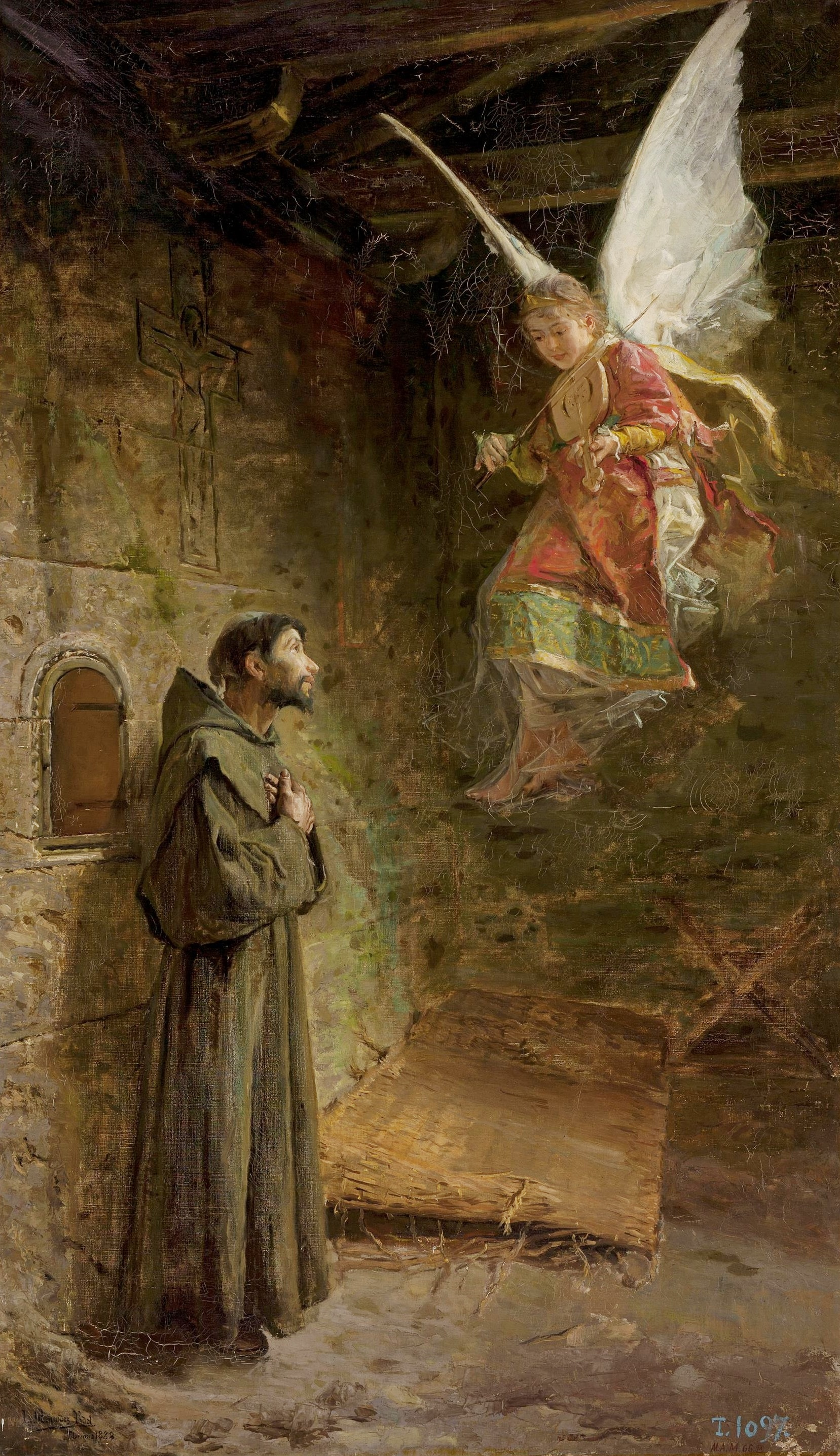
アッシジのフランチェスコの幻視 (1888) プラド美術館
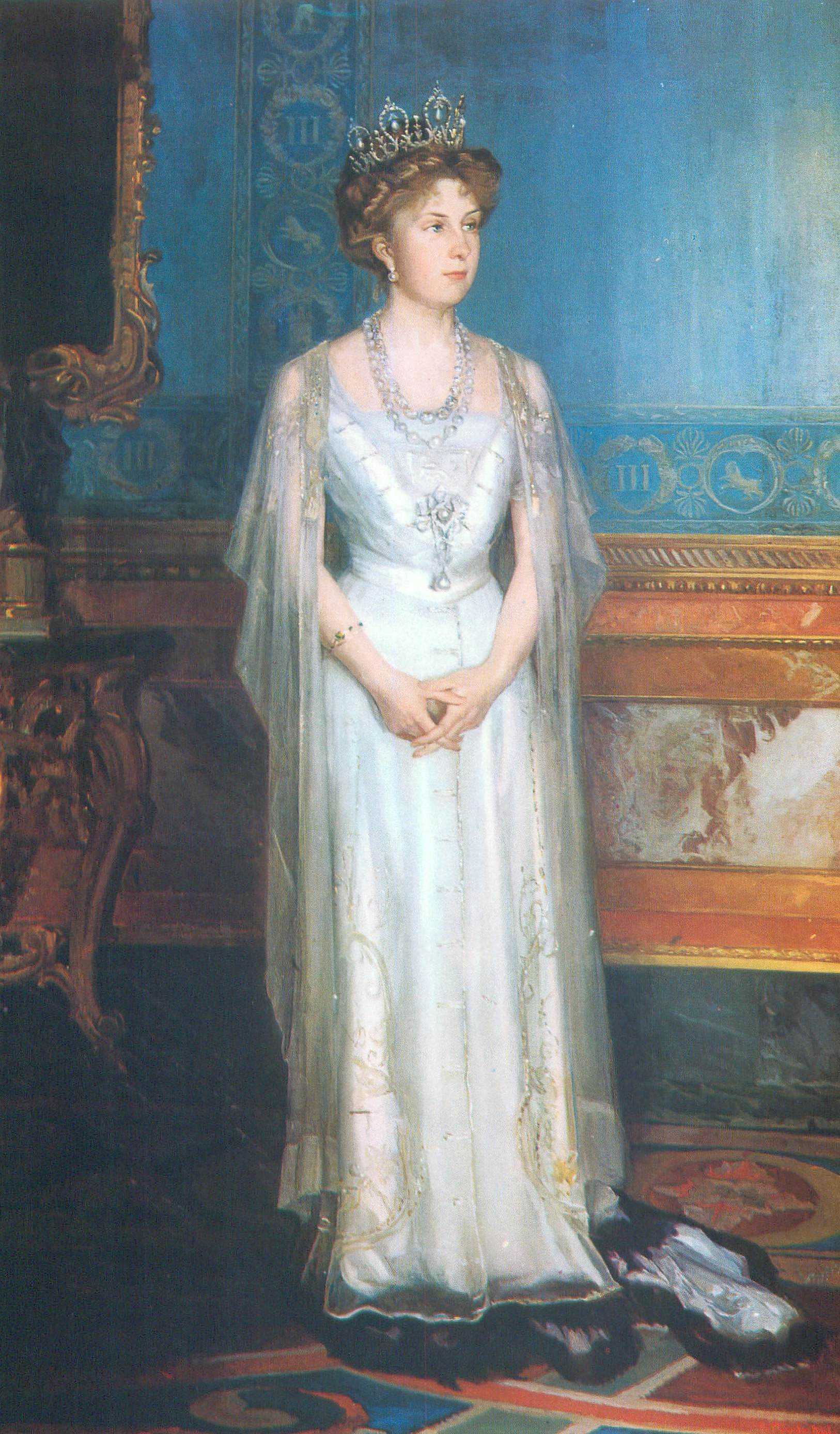
ヴィクトリア・ユージェニー・オブ・バッテンバーグ(1909/1911) Palacio del Senado
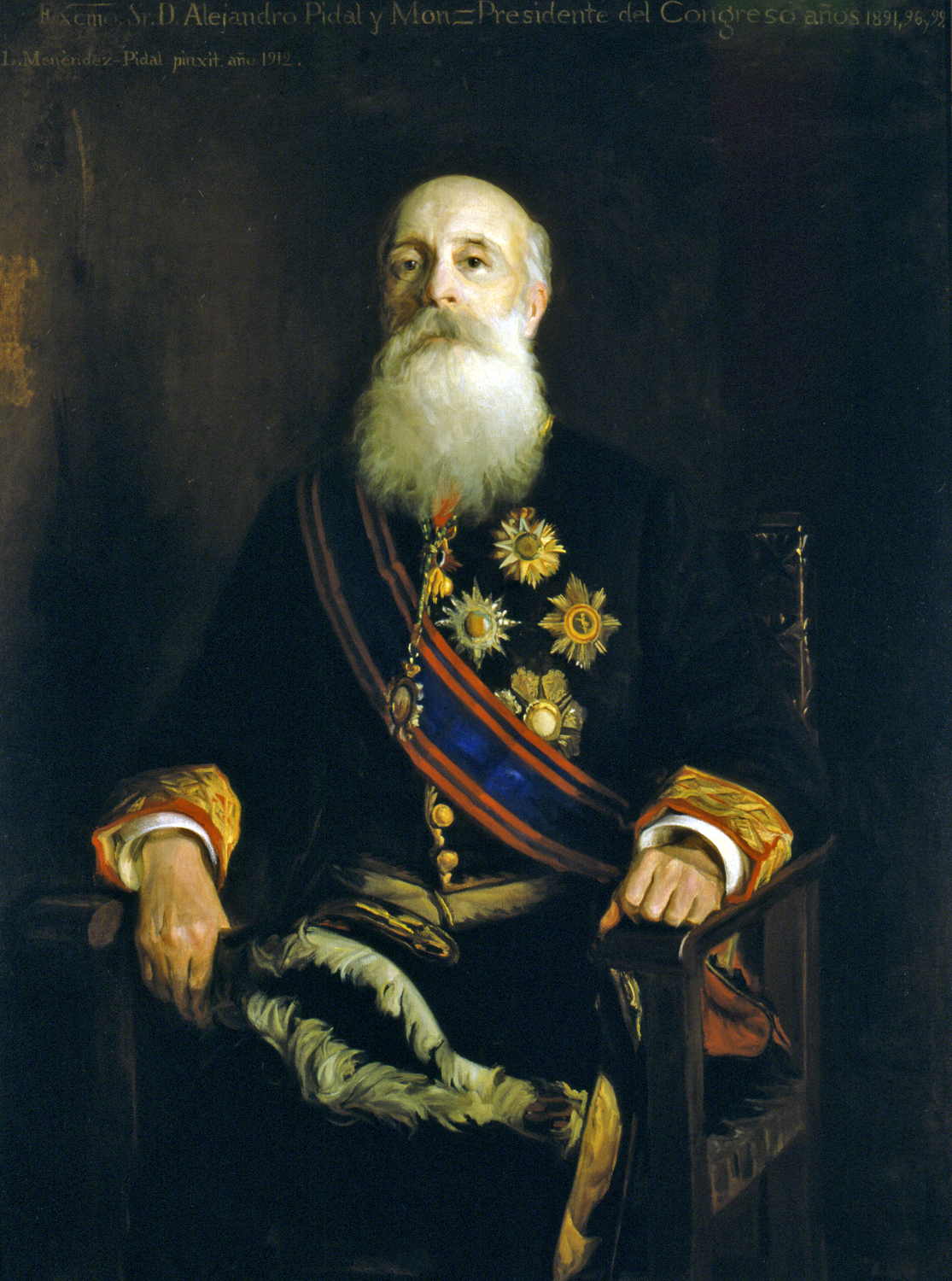
Alejandro Pidal y Mon(学者、大臣)
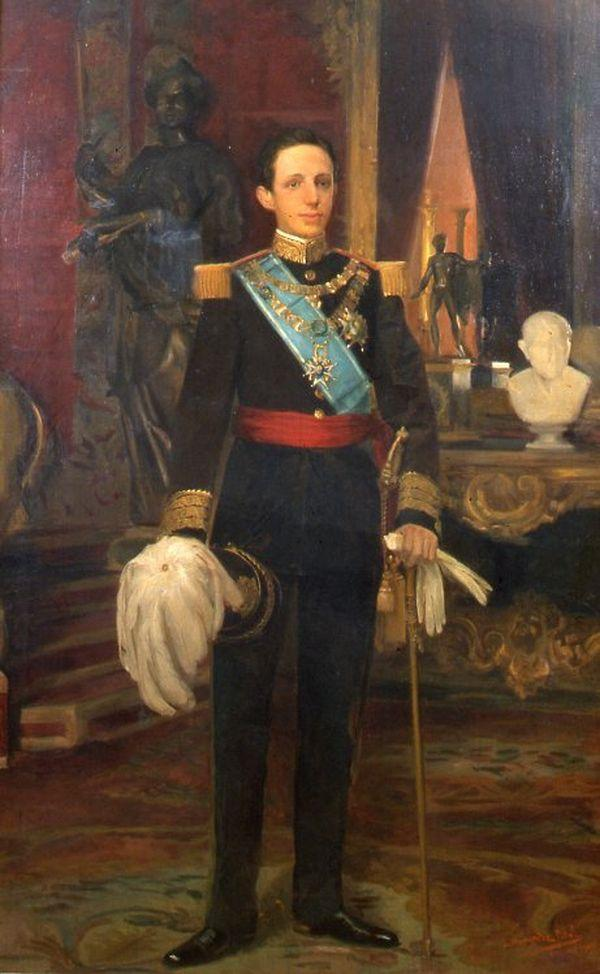
アルフォンソ13世

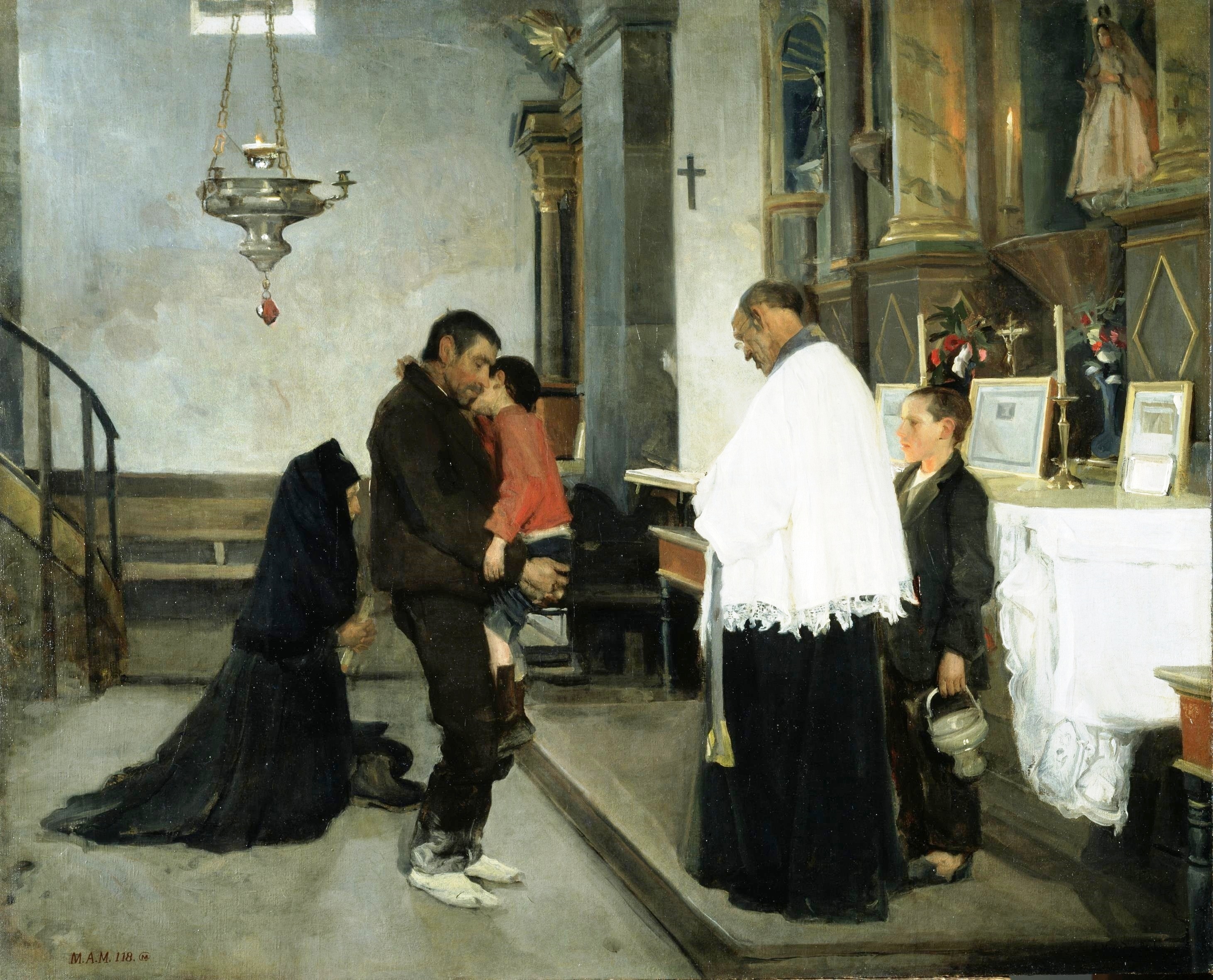
病気の子供のっために祈る司祭 (1896) プラド美術館
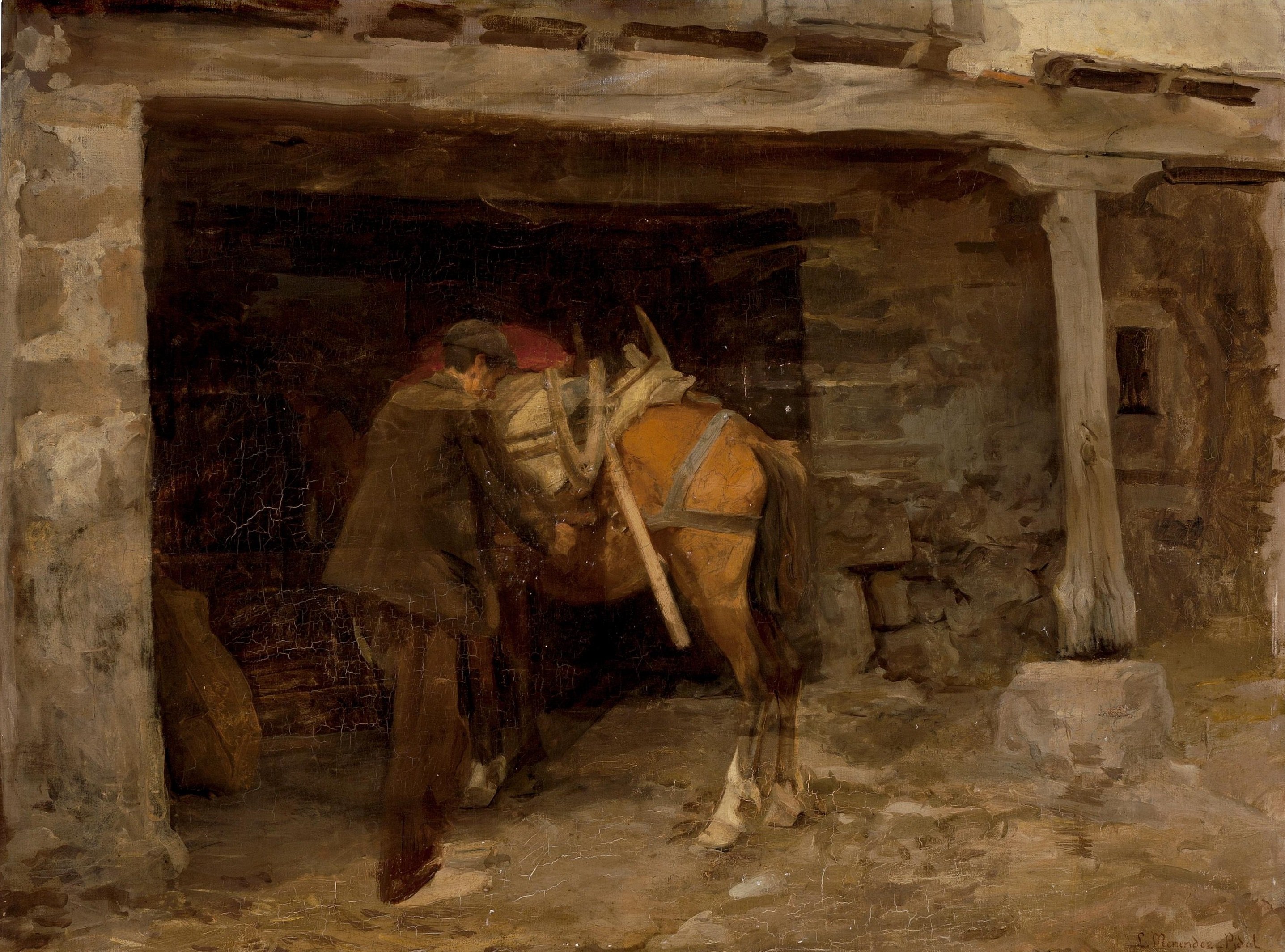
仕事に出る人　(c.1908) プラド美術館
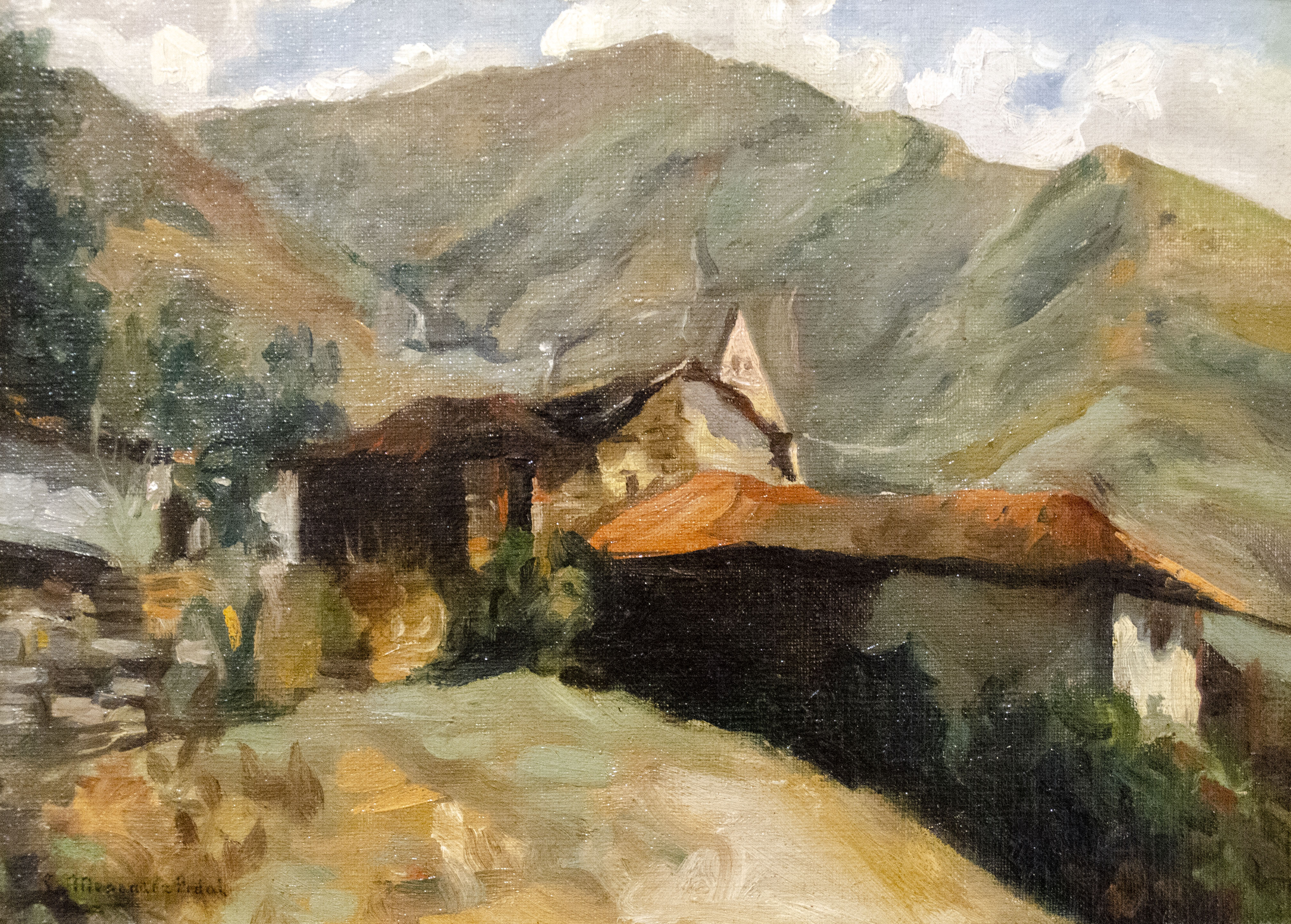
風景画